# Matthew Flinders
Kapitein Matthew Flinders (Donington (Koninkrijk Groot-Brittannië), 16 maart 1774 – Londen, 19 juli 1814) was een van de meest getalenteerde navigators en cartografen van zijn tijd. In een carrière van ruim twintig jaar diende hij onder kapitein Bligh, omrondde hij Australië en propageerde hij het gebruik van die naam voor het continent, overleefde hij een scheepsramp om vervolgens op verdenking van spionage te worden vastgezet, onderkende en verhielp hij het nadelige effect dat ijzeren onderdelen op een houten schip hebben op de kompaspeilingen en schreef hij de allereerste publicatie inzake de verkenning van Australië getiteld A Voyage To Terra Australis ("Een reis naar Terra Australis").

## Levensloop

### Jonge jaren
Het verhaal van Robinson Crusoë sprak zeer tot de verbeelding van de jonge Flinders, waardoor hij op zijn vijftiende aanmonsterde bij de Britse marine, waar hij op de HMS Bellorophon diende als adelborst onder kapitein Pasly, die hem aan kapitein Bligh aanbeval waarop die hem vervolgens onder zich aanstelde aan boord van de HMS Providence.

### Verkenningen in Australië
Later voer hij aan boord van de HMS Reliance naar Australië, waarbij hij zich onderscheidde als uitmuntend navigator en cartograaf. In 1795 verkende hij de omgeving van Sydney in een open sloep, de Tom Thumb en in 1798 omrondde hij aan boord van de Norfolk Tasmanië, waarmee bewezen was dat het een eiland is. De zeestraat tussen het Australisch vasteland en Tasmanië kreeg de naam Straat Bass naar George Bass, de scheepsarts die een goede vriend van Flinders was. Het grootste eiland in de eerder door Tobias Furneaux ontdekte Furneauxeilanden werd ter ere van Flinders Flinderseiland genaamd. Verdere reizen in Australië voerden Flinders en Bass in 1799 nog naar de eilandrijke Moretonbaai en naar de locatie van de tegenwoordige stad Redcliffe die hij naar de daar aanwezige rode rotskliffen noemde. Beide locaties bevinden zich in het huidige Queensland.

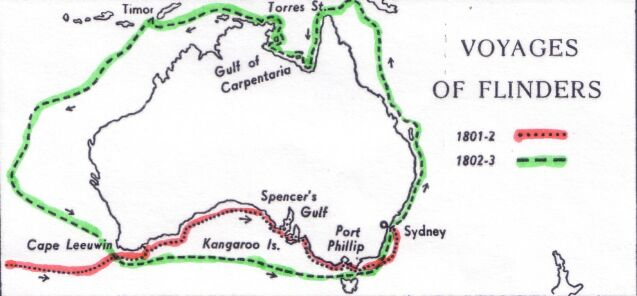
De reisroutes van Flinders in Australië (bron: Project Gutenberg)

In 1801 trouwde Flinders met Ann Chappell, maar hun huwelijksgeluk was maar van korte duur omdat Flinders enkele maanden later weer naar Australië werd uitgezonden door de Britse overheid. Aan boord van de Investigator zou hij een gedetailleerde optekening van de Australische zuidkust, die destijds nog grotendeels onbekend was, gaan maken. Aan boord van de Investigator was ook Ferdinand Bauer, een botanisch en zoölogisch illustrator. Van december 1801 tot juni 1803 omrondde Flinders Australië, waarbij hij grote delen van de kust in kaart bracht, waaronder de Grote Australische Bocht en de Golf van Carpentaria. Hij begon na zijn reis vanuit Engeland bij Kaap Leeuwin en voer oostwaarts langs de zuidkust van Australië. Op 8 april 1802 ontmoette hij de Franse ontdekkingsreiziger Nicolas Baudin in een baai die Flinders om die reden Encounter Bay (“Ontmoetingsbaai”) zou dopen. De twee ontdekkingsreizigers wisselden hierbij hun details van hun Australische ontdekkingen uit. De ontmoeting bij Encounter Bay markeert tevens het punt waar de gehele kustlijn van Australië in kaart gebracht was.
De beide heren en hun bemanningen voeren gezamenlijk naar Sydney, van waaruit Flinders zijn verkenning van de Oost- en Noord-Australische kust verder ondernam. In 1803 was de romp van de Investigator in Noord-Australië dusdanig aangetast door de warme tropische wateren dat hij zijn cartografische werkzaamheden moest staken. Hij kwam via de west- en zuidkust weer terug in Sydney, waarmee hij helemaal om Australië was heengevaren.

### Thuiskeer
Flinders wilde terug naar Engeland om de Admiraliteit een nieuw schip voor verdere verkenningen te vragen, maar hij verging op het Groot Barrièrerif. Flinders zeilde in een sloep naar Sydney om hulp te halen, een afstand van ruim 1100 km.
Flinders' volgende poging Engeland te bereiken eindigde op het eiland Mauritius dat destijds in Franse handen was. De schoener waar hij op voer, verkeerde in zo'n slechte conditie dat directe reparaties noodzakelijk waren. Flinders wist niet dat zijn vaderland en Frankrijk inmiddels in staat van oorlog verkeerden. Flinders werd dan ook als krijgsgevangene opgesloten. Hoewel Joseph Banks zich voor zijn vrijlating inzette, duurde het zesenhalf jaar voor hij vrijkwam.
In oktober 1810 kwam Flinders eindelijk in Engeland aan. Hoewel hij nu in vrijheid was, verkeerde hij door zijn lange opsluiting in slechte gezondheid. Toch begon hij dadelijk te schrijven aan zijn epos A Voyage to Terra Australis. Op 18 juli 1814 werd het uitgegeven. Een dag later stierf Matthew Flinders, niet meer dan 40 jaar oud.

### Graf
Op vrijdag 25 januari 2019 zijn de stoffelijke resten van Flinders gevonden bij een opgraving in Londen. De precieze rustplaats van de navigator was lange tijd een mysterie. Archeologen vonden zijn graf op een begraafplaats die zou worden ontruimd vanwege de aanleg van een spoorlijn. Daar liggen vele tienduizenden mensen begraven. Het graf van de ontdekkingsreiziger was nog te herkennen, omdat het naamplaatje is gemaakt van lood.

## De naam Australië
Flinders was niet de eerste die de naam “Australië” gebruikte. Hij bezat een exemplaar van Alexander Dalrymples boek An Historical Collection of Voyages and Discoveries in the South Pacific Ocean uit 1771, waarin deze die naam bezigt. Flinders gebruikte de naam echter niet voor het gehele Pacifisch gebied zoals Dalrymple deed, maar uitsluitend voor het continent dat tegenwoordig zo heet. Zijn gehele leven heeft Flinders de naam uitgedragen en hoewel de titel van zijn werk de ten tijde van zijn dood nog meer gangbare term Terra Australis bevat, is de naam Australië kort na zijn dood gemeengoed geworden.

## Publicaties
- A Voyage to Terra Australis, with an accompanying Atlas. 2 delen – Londen: G & W Nicol, 18 juli 1814
- Trim: Being the True Story of a Brave Seafaring Cat.

## Trivia
- Flinders was vrijmetselaar.[1]
- Flinders' neef was de Britse ontdekkingsreiziger John Franklin.
- De bekende archeoloog en egyptoloog William Matthew Flinders Petrie was Flinders' kleinzoon.
- Flinders nam op al zijn reizen zijn geliefde kat Trim mee.
- In de Roman De ontdekking van het langzame leven (oorspr. titel: Die Entdeckung der Langsamkeit, ISBN 9789041702050) van Sten Nadolny wordt onder meer de gezamenlijk met John Franklin doorgebrachte jeugd beschreven.
- Matthew Flinders' Cat (ISBN 978-1-55278-436-5) is een Engelstalige roman geschreven door Bryce Courtenay. Het verhaal heeft slechts zijdelings betrekking op Flinders en zijn kat.
- De straat Flinders Street in Melbourne is naar hem vernoemd evenals het er aan gelegen spoorwegstation Flinders Street Station.